# Іван Лазаров
Іван Лазаров (болг. Иван Лазаров; 2 жовтня 1889, Карлово — 4 листопада 1952, Софія) — болгарський скульптор, педагог, професор (1919—1952), ректор болгарської Національної художньої академії, заслужений художник (1952), академік Болгарської академії наук (1941).

## Біографія
У 1907—1912 навчався на скульптурному відділенні державного художньо-індустріального училища в Софії під керівництвом професора Жеко Спиридонова.
З метою завершення мистецької освіти, як стипендіат Міністерства освіти Болгарії Іван Лазаров відправляється у 1917—1919 в Німеччину, де навчається в академіях Мюнхена і Дрездена.
Повернувшись на батьківщину, з 1919 по 1924 — вчитель малювання в Софії і викладач скульптури в державній художній академії.
У 1932—1935, 1937—1939, 1943—1945 — ректор Національної художньої академії в Софії.
Після перевороту 9 вересня 1944, внаслідок якого до влади в Болгарії прийшли колабораціоністські прорадянські сили, академік Іван Лазаров був заарештований і деякий час перебував в ув'язненні. Звільнений за сприяння академіка Тодора Павлова.
Ініціатор створення і перший керівник Інституту мистецтвознавства при Болгарській академії наук (1949—1952).

## Творчість

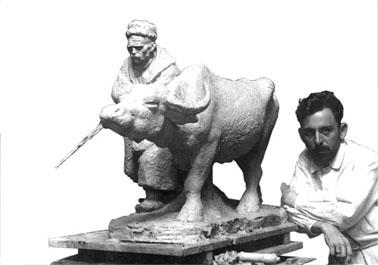
Іван Ла́заров зі скульптурою «Те победих», 1914

Твори Івана Лазарова, виконані в камені, теракоті, дереві, зображують простих людей Болгарії і відрізняються правдивістю і людяністю, цілісністю образів, тонким розумінням національного народного характеру, узагальненістю обсягу.
Автор драматичних антивоєнних композицій (1910-ті рр.), узагальнених зображень людей, що відрізняються життєвою виразністю і монументальною цілісністю образів.

## Вибрані роботи
- Знову на війну (теракота, 1915),
- Селянки, що розмовляють (штучний камінь, 1920-ті рр. ),
- Робочий (андезит, 1937),
- Мийниця (андезит, 1946—1947)
- Мати (на могилі Дімчо Дебелянова)

Роботи майстра зараз знаходяться у софійській Національній художній галереї.